# Lepontin dome
| Geologie van de Alpen |
| --- |
| Weisshorn |
| Tektonische indeling |
| Molassebekken |
| Helvetische Zone |
| Penninische Dekbladen |
| Austroalpiene Dekbladen |
| Zuidelijke Alpen |
| Geologische structuren |
| Aarmassief · Dent Blanche-nappe · Engadin-venster · Hohe Tauern-venster · Periadriatische lijn · Ivrea-zone · Lepontin dome · Rhône-Simplonlijn · Sesia-zone |
| Paleogeografische gebieden |
| Valais-oceaan |
| Briançonnais microcontinent |
| Piëmont-Liguriëbekken |
| Apulische of Adriatische plaat |
| Portaal Geologie |

De Lepontin dome is een regio in de Zwitserse Alpen waar tektonische uplift plaatsvindt. De regio strekt zich uit over de Lepontin Alpen en de Glarner Alpen.
Ten noorden van de Periadriatische lijn worden de Alpen geologisch verdeeld in drie overschuivingseenheden, die nappes genoemd worden. Van beneden naar onder zijn dit de Helvetische, Penninische en Austroalpiene nappes. Ten oosten van de dome worden alle drie de groepen gevonden. Als de Sesia eenheid als deel van de Austroalpiene nappes wordt gezien geldt dat ook voor het gebied ten westen van de dome. In de dome zelf dagzomen alleen Penninische en Helvetische (de grens tussen beiden is nog een onderwerp van debat) eenheden. Blijkbaar heeft de uplift ter plekke gezorgd voor het totaal weg eroderen van het Austroalpiene materiaal.
De dome werd gevormd tijdens een fase van oost-west gerichte extensie in de Centrale en Oostelijke Alpen in het Mioceen. Deze fase van extensie was waarschijnlijk het gevolg van slab detachment in de bovenmantel. Gerelateerde extensionele structuren komen op meer plekken voor in de Oostelijke Alpen: het Hohe Tauern venster en enkele kleinere vensters bijvoorbeeld zijn ontstaan in dezelfde fase.